# شيفرة جينية
الشفرة الجينية، هي مجموعة من القواعد التي تستخدمها الخلايا الحية لترجمة المعلومات المُشفَّرة داخل المادة الوراثية (سلاسل DNA أو RNA المكوّنة من ثلاثيّات النوكليوتيدات أو الكودونات) إلى بروتينات. وتُنجَز عملية الترجمة بواسطة الريبوسوم، الذي يربط الأحماض الأمينية المُكوِّنة للبروتينات وفق ترتيب تُحدده الرسالة الجينية المحمولة على جزيء الحمض الريبي النووي الرسول (mRNA)، وذلك باستخدام جزيئات الحمض الريبي النووي الناقل (tRNA)، التي تقوم بحمل الأحماض الأمينية وقراءة mRNA ثلاث قواعد نيتروجينية في كل مرة.
تُظهر الشفرة الجينية درجة عالية من التشابه بين جميع الكائنات الحية، ويمكن عرضها في جدول بسيط يحتوي على 64 كودونًا.
تُحدِّد الكودونات نوع الحمض الأميني الذي سيتم إضافته بعد ذلك أثناء عملية تخليق البروتين. وباستثناءات قليلة، تُشير كل ثلاثية نكليوتيدية (كودون) في سلسلة الحمض النووي أو الحمض الريبي إلى حمض أميني واحد. وتُشفَّر الغالبية العظمى من الجينات وفق نظام واحد (انظر جدول كودونات RNA). وغالبًا ما يُطلق على هذا النظام اسم الشفرة الجينية القياسية أو النموذجية، أو ببساطة الشفرة الجينية، على الرغم من وجود شفرات بديلة في بعض الحالات، مثل تلك الموجودة في الميتوكوندريا.

## تاريخ

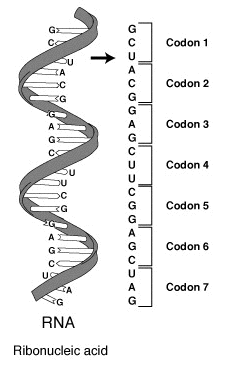
سلسلة من الكودونات في جزء من جزيء حمض نووي ريبوزي رسول. كل كودون يتكون من ثلاث نيوكليوتيدات، عادة ما يمثل حمض أميني واحد.

بدأت الجهود لفهم كيفية ترميز البروتينات بعد اكتشاف بنية الحمض النووي (DNA) عام 1953. وكان من أبرز المساهمين في هذا الاكتشاف الفيزيائي الحيوي البريطاني فرانسيس كريك وعالم الأحياء الأمريكي جيمس واتسون، اللذان كانا يعملان معًا في مختبر كافنديش بجامعة كامبريدج. وقد افترضا أن المعلومات تنتقل من DNA إلى البروتينات، وأن هناك صلة بين الجزيئين.
كان الفيزيائي السوفيتي-الأمريكي جورج غاموف أول من وضع نموذجًا عمليًا لآلية تخليق البروتينات انطلاقًا من DNA. وقد افترض أن مجموعات من ثلاث قواعد نيتروجينية (ثلاثيات) تُستخدم لترميز الأحماض الأمينية العشرين القياسية التي تستعملها الخلايا الحية في بناء البروتينات. هذا الترميز الثلاثي يتيح حدًا أقصى من 64 احتمالاً (4³ = 64)، أي جميع التباديل الممكنة لأربع قواعد تُقرأ ثلاثًا ثلاثًا. وأطلق على هذا النموذج الذي يربط بين DNA والبروتينات اسم "شفرة الماس".
وفي عام 1954، أنشأ غاموف منظمة علمية غير رسمية تُدعى نادي ربطة RNA، بناءً على اقتراح من واتسون، وجمعت علماء من تخصصات مختلفة مهتمين بكيفية تخليق البروتينات من الجينات. لكن النادي كان يضم 20 عضوًا دائمًا فقط، كل منهم يُمثّل حمضًا أمينيًا واحدًا من الأحماض العشرين القياسية، بالإضافة إلى أربعة أعضاء فخريين يُمثّلون القواعد النيتروجينية الأربع للحمض النووي.
كان أول إسهام علمي للنادي، والذي وُصف لاحقًا بأنه "أحد أهم المقالات غير المنشورة في تاريخ العلم" و"أشهر ورقة غير منشورة في تاريخ البيولوجيا الجزيئية"، قدّمه فرانسيس كريك. ففي يناير 1955، وزّع كريك على أعضاء النادي ورقة مكتوبة على الآلة الكاتبة بعنوان: "حول القوالب المنقوصة وفرضية الوسيط: مذكرة لنادي ربطة RNA وقد وصفها واتسون لاحقًا بأنها "غيّرت كليًا الطريقة التي كنا نفكر بها حول تخليق البروتينات".
تنص فرضية الوسيط على أن الشفرة الثلاثية لا تنتقل مباشرة إلى الأحماض الأمينية كما ظنّ غاموف، بل يتم نقلها بواسطة جزيء وسيط يتفاعل مع الأحماض الأمينية. وقد تبيّن لاحقًا أن هذا الجزيء الوسيط هو الحمض النووي الريبي الناقل.

### الكودونات
إن أول تجربة أثبتت أن الكودونات تتكوّن من ثلاث قواعد DNA كانت تجربة كريك، وبرينر، وبارنيت، وواتس-توبن.
وفي عام 1961، كان كل من مارشال نيرنبرغ وجي. هاينريش ماثاي أول من كشف عن طبيعة الكودون. فقد استخدما نظامًا خاليًا من الخلايا لترجمة سلسلة من الحمض النووي الريبي مكوّنة فقط من اليوراسيل، ولاحظا أن البولي ببتيد الناتج يتكوّن حصريًا من الحمض الأميني فينيل ألانين. وبذلك استنتجا أن الكودون UUU يُرمّز للفينيل ألانين.
بعد ذلك، أُجريت تجارب في مختبر سيفيرو أوتشوا أظهرت أن سلسلة RNA مكونة فقط من الأدينين تُنتج بولي ببتيدًا يتكوّن من لايسين فقط، وأن سلسلة مكونة من السيتوسين تُنتج برولين فقط. وهكذا تم تحديد أن الكودون AAA يُرمز للايسين، وCCC يُرمز للبرولين. وباستخدام بوليميرات مختلطة، أمكن تحديد معظم الكودونات الأخرى.
وفيما بعد، أتمّ هار غوبيند خورانا تحديد باقي رموز الشيفرة الجينية. وسرعان ما نجح روبرت دبليو. هولي في تحديد بنية الحمض النووي الريبي الناقل (tRNA)، وهو الجزيء الوسيط الذي يسهل عملية ترجمة RNA إلى بروتين. وقد استند هذا العمل إلى أبحاث سابقة لأوتشوا، ما منحه جائزة نوبل في الطب أو علم وظائف الأعضاء عام 1959 لأبحاثه حول إنزيمات تصنيع RNA.
وفي امتداد لهذا المسار العلمي، قام كل من نيرنبرغ وفيليب ليدر بتأكيد أن الشيفرة الجينية ثلاثية القواعد، وتمكّنا من فك تشفير العديد من الكودونات. ففي تجاربهما، مُرّرت تراكيب مختلفة من mRNA عبر مرشّح يحتوي على ريبوسومات (العُضيّات المسؤولة عن ترجمة RNA إلى بروتين). وقد حفزت بعض الثلاثيات ارتباط جزيئات tRNA معينة بالريبوسوم. وبذلك تمكّن نيرنبرغ وليدر من تحديد تسلسل 54 من أصل 64 كودونًا. ونال كل من خورانا، وهولي، ونيرنبرغ جائزة نوبل في الطب عام 1968 تقديرًا لأعمالهم.
أما الكودونات الثلاثة التي تُشير إلى توقف الترجمة، فقد سُمّيت على يد مكتشفيها ريتشارد إبستين وتشارلز ستاينبرغ. فقد أُطلق اسم "Amber" على أحدها تكريمًا لصديقهما هاريس برنشتاين، الذي يعني اسمه "العنبر" بالألمانية. ومن أجل الحفاظ على نمط التسمية بالألوان، سُمّيت الكودونات الأخرى "Ochre" (أحمر غامق) و"Opal" (أوبال).

### الشفرات الجينية الموسعة (علم الأحياء التركيبي)
يُعدّ مفهوم تطوّر الشيفرة الجينية في الأوساط الأكاديمية الواسعة من شيفرة بدائية وغامضة إلى شيفرة محددة بدقة ("متجمدة") تحتوي على مجموعة من 20 (+2) من الأحماض الأمينية القياسية، مفهومًا مقبولًا على نطاق واسع. ومع ذلك، هناك آراء ومفاهيم ومقاربات وأفكار مختلفة حول أفضل السُبل لتغيير هذه الشيفرة تجريبيًا. وقد اقتُرحت نماذج تتنبأ بـ"نقاط دخول" يمكن من خلالها غزو الشيفرة الجينية بأحماض أمينية اصطناعية.
منذ عام 2001، أُدرجت 40 حمضًا أمينيًا غير طبيعي في البروتينات، وذلك من خلال إنشاء شفرة وراثية فريدة (إعادة ترميز) وزوجٍ مرافق من الحمض النووي الناقل (tRNA) وإنزيم tRNA-سينثيتاز، بهدف ترميز هذه الأحماض بخصائص فيزيائية-كيميائية وبيولوجية متنوعة، تُستخدم أداةً لاستكشاف بنية البروتين ووظيفته، أو لإنشاء بروتينات جديدة أو محسّنة.
قام ه. موراكامي وم. سيسيدو بتمديد بعض الكودونات لتتكون من أربع وخمس قواعد نيتروجينية. أما ستيفن أ. بينر، فابتكر كودونًا وظيفيًا رقم 65 يعمل داخل الكائنات الحية.
وفي عام 2015، أبلغ ن. بوديسا ود. سول وزملاؤهما عن استبدال كامل لجميع بقايا الحمض الأميني تريبتوفان البالغ عددها 20,899 (ذات الكودون UGG) بحمض أميني غير طبيعي يُدعى ثيينوبيرول-ألانين في الشيفرة الجينية لبكتيريا الإشريكية القولونية (E. coli).
وفي عام 2016، تم إنشاء أول كائن حي نصف اصطناعي مستقر، وهو بكتيريا (أحادية الخلية) تحتوي على قاعدتين نيتروجينيتين اصطناعيتين (أُطلق عليهما X وY)، وقد نجت هاتان القاعدتان من عملية انقسام الخلية.
وفي عام 2017، أفاد باحثون في كوريا الجنوبية بأنهم هندسوا فأرًا يمتلك شيفرة جينية موسعة تمكّنه من إنتاج بروتينات تحتوي على أحماض أمينية غير طبيعية.
وفي أيار/مايو 2019، أعلن باحثون عن إنشاء سلالة جديدة من بكتيريا الإشريكية القولونية أُطلق عليها اسم "Syn61"، وهي سلالة ذات جينوم اصطناعي بالكامل أُعيد تصميمه (توسعة جميع التداخلات)، وأُعيد ترميزه (بحذف استخدام ثلاث من أصل 64 كودونًا حذفًا تامًا)، كما عُدّل الجينوم أكثر بحذف الجزيئات المرتبطة بتلك الكودونات، مثل tRNA وعوامل الإنهاء التي أصبحت غير ضرورية. وقد تبيّن أن هذه السلالة قابلة للحياة تمامًا، إلا أن معدل نموها أبطأ بمقدار 1.6 مرة مقارنة بالسلالة البرية المقابلة لها والمعروفة باسم "MDS42".

## السمات البارزة
هذه الشفرة يقول عنها العلماء : انها تحمل كل الصفات الخِلْقِيَّة للكائن الحي، وهذه الشفرة امرها غريب .،
لان نصف هذه الصفات الخلقية، يرثها الجنين عن الأب، ويرث النصف الآخر عن الام، وتُحمَل هذه الشفرة فيما يسمى (بالكروموسومات أو الصبغيات ) . وهي مختزنة في نواة كل خلية. وعدد الكروموسومات أو الصبغيات هو عدد محدِّد للنوع، وكل نوع له عدد محدَّد من هذه الصبغيات، فالإنسان مثلا في خليته ( 46 كروموسوم ) موجودة في (23 زوج) .
هذا بالنسبة للصفات الخلقية للمولود مثل لون العينين ولون الشعر، والشكل (الوجه واليدان والذراعان والرجلين) ، والطول والعرض، وكذلك صفات معنوية مثل الذكاء والمواهب، وصفات صحية مثل حساسية لسكر اللبن حساسية للجلوتين، احتمال التعرض مستقبلا لأمراض القلب أو السمنة، وغيرها.
أما الدنا الخاص بتركيب البروتينات فهو موجود في متقدرة الخلية ؛ حيث عمليات الأيض (إستقلاب) وإنتاج الطاقة تقوم بها المتقدرات.

اطار قراءة تسلسل الدنا في أحد مناطق متقدرة إنسانية لقراءة الشفرة الجينية(أسود) للجينين MT-ATP8 و MT-ATP6 : (بين الموقعين 8,525 إلى 8,580 طبقا للتسلسل المرجعي NC_012920). توجد ثلاثة أمكانيات لقراءة الإطار في الإتجاه من 5' إلى 3' وهو الإتجاه إلى الأمام ؛ سنبدأ القراءة الأولى من (+1), والقراءة الثانية من (+2) والقراءة الثالثة من الموقع (+3). لكل كودون [القوسين المربعين] ، مبين لنا شفرة حمضين أمينيين لمتقدرة أحد الكائنات الحيوية الفقرية، إما بالإطار +1 فهو تكوين الجين MT-ATP8 (بالأحمر)، ينتهي الجين MT-ATP8 بكودون التوقف TAG (عند النقطة الحمراء) في الإطار +1. أما بالإطار +3 فهو يبدأ بالكودون ATG ويكون الجين MT-ATP6 (كودوناته زرقاء) إلى النقطة 3'.

### تسلسل إطار القراءة
يتم تعريف تسلسل معلومات النظام الجيني من النوكليوتيدات الأولي التي تبدأ من الترجمة. على سبيل المثال، سلسلة GGGAAACCC، إذا قُرأت من الموضع الأول (من اليمين إلى اليسار) يحتوي على الكودونات GGG، AAA ، CCC؛، وإذا قرأت من الموضع الثالث (من اليمين إلى اليسار) ، نجد الكودونين المتتابعين AAC و GGA ، بهذا تختلف تركيبات البروتينات الناتجة.
:330
معنى ذلك أن الجزيئات الناتجة تختلف حسب موضع بدء القراءة. يقوم الرنا بقراءة الشفرة ويترجمها وينتج منها الجزيء المناسب سواء كان جزيء بروتين أو إنزيم أو غيرها.

### تأثير الطفرات

خمسة أنواع من طفرات كروموسومات. من أعلى إلى أسفل ومن اليسار إلى اليمين: فقدان، ازدواج، معكوس ؛ إدماج ؛ استبدال.

مختارات من التحورات الهامة.

تجميع للكودونات حسب الحجم المولي لرواسب الحمض الأميني و العلاج بالماء.

## جدول كودوناتالرنا(RNA)
الحمض النووي الريبوزي يُسمى اختصارًا رنا RNA، هو جزيء حيوي يتواجد تقريبًا لدى كل الكائنات الحية والفيروسات، كما يلعب أدوارًا متعددة في نقل و تشفير و فك تشفير وتنظيم التعبير الجيني من المعلومات الوراثية وتحفيز العديد من التفاعلات الكيميائية الحيوية. الرنا والدنا (DNA) هما أهم الأحماض النووية التي تُشكِّل أيضا البروتينات والليبيدات و السكريات المتعددة الضرورية للحياة. يتكون الرنا وكذلك الدنا من مجموعات ثلاثية من الجزيئات، تسمى كودونات . هذا الجزء من المقال يوضح تركيب بروتينات في جسم الإنسان من مختلف الكودونات. الكودونات هي أحماض أمينية بسيطة، تنتجها عمليات الهضم والاستقلاب من الغذاء. بعضها يمكن للجسم تكوينها والبعض الآخر لا بد للإنسان من تناولها عن طريق تنويع غذائه (غذاء صحي).
| غير قطبي | قطبي | قاعدي | حامضي | (كودون التوقف) |

|                |   | القاعدة الثانية                                                 |                                           |                                                       |                                           |
| U              | C | A                                                               | G                                         |                                                       |                                           |
| القاعدة الأولى | U | UUU (Phe/F) فينيل ألانين فينيل ألانين UUC (Phe/F) Phenylalanine | UCU (Ser/S) سرين UCC (Ser/S) سرين         | UAU (Tyr/Y) تيروسين UAC (Tyr/Y) تيروسين               | UGU (Cys/C) سيستين UGC (Cys/C) سيستين     |
| القاعدة الأولى | U | UUA (Leu/L) ليوسين                                              | سيرين UCA (Ser/S) Serine                  | UAA Ochre (Stop)                                      | UGA Opal (Stop)                           |
| القاعدة الأولى | U | UUG (Leu/L) Leucine                                             | UCG (Ser/S) سرين                          | UAG Amber (Stop)                                      | UGG (Trp/W) تريبتوفان                     |
| القاعدة الأولى | C | CUU (Leu/L) Leucine CUC (Leu/L) Leucine                         | CCU (Pro/P) برولين CCC (Pro/P) Proline    | CAU (His/H) هستيدين CAC (His/H) Histidine             | CGU (Arg/R) أرجنين CGC (Arg/R) Arginine   |
| القاعدة الأولى | C | CUA (Leu/L) Leucine CUG (Leu/L) Leucine                         | CCA (Pro/P) Proline CCG (Pro/P) Proline   | CAA (Gln/Q) جلوتامين CAG (Gln/Q) Glutamine            | CGA (Arg/R) Arginine CGG (Arg/R) Arginine |
| القاعدة الأولى | A | AUU (Ile/I) إيزوليوسين AUC (Ile/I) Isoleucine                   | ACU (Thr/T) ثريونين ACC (Thr/T) Threonine | AAU (Asn/N) أسباراجين AAC (Asn/N) Asparagine          | AGU (Ser/S) Serine AGC (Ser/S) Serine     |
| القاعدة الأولى | A | AUA (Ile/I) Isoleucine                                          | ACA (Thr/T) Threonine                     | AAA (Lys/K) لايسين                                    | AGA (Arg/R) Arginine                      |
| القاعدة الأولى | A | AUG[A] (Met/M) ميثيونين                                         | ACG (Thr/T) Threonine                     | AAG (Lys/K) Lysine                                    | AGG (Arg/R) Arginine                      |
| القاعدة الأولى | G | GUU (Val/V) ڤالين GUC (Val/V) ڤالين                             | GCU (Ala/A) ألانين GCC (Ala/A) ألانين     | GAU (Asp/D) حمض الأسپارتيك GAC (Asp/D) حمض الأسپارتيك | GGU (Gly/G) گلايسين GGC (Gly/G) گلايسين   |
| القاعدة الأولى | G | GUA (Val/V) ڤالين GUG (Val/V) ڤالين                             | GCA (Ala/A) ألانين GCG (Ala/A) Alanine    | GAA (Glu/E) حمض الجلوتاميك GAG (Glu/E) Glutamic acid  | GGA (Gly/G) گلايسين GGG (Gly/G) گلايسين   |

A  تسلسل معلومات النظام الجيني يبدأ بالكودون AUG لالميثيونين ويعمل كموقع بدء قراءة البروتين: يظهر AUG في مقدمة تشفير حمض نووي ريبوزي رسول المنطقة حيث يبدأ ترجمتها إلى البروتين. كما يبدأ الكودون AUG بمقدمة الكودونات المتتابعة لتشكيل البروتين في حقيقيات النوى بواسطة mRNA المرسال وينتج نوعا آخر من الميثيونين ويرمز له ب (fMet/M). وكما نجد للبروتين بداية فله نهاية أيضا ؛ ينتهي بكودون توقف stop codon.
| Ala/A | GCU, GCC, GCA, GCG           | Leu/L | UUA, UUG, CUU, CUC, CUA, CUG |
| Arg/R | CGU, CGC, CGA, CGG, AGA, AGG | Lys/K | AAA, AAG                     |
| Asn/N | AAU, AAC                     | Met/M | AUG                          |
| Asp/D | GAU, GAC                     | Phe/F | UUU, UUC                     |
| Cys/C | UGU, UGC                     | Pro/P | CCU, CCC, CCA, CCG           |
| Gln/Q | CAA, CAG                     | Ser/S | UCU, UCC, UCA, UCG, AGU, AGC |
| Glu/E | GAA, GAG                     | Thr/T | ACU, ACC, ACA, ACG           |
| Gly/G | GGU, GGC, GGA, GGG           | Trp/W | UGG                          |
| His/H | CAU, CAC                     | Tyr/Y | UAU, UAC                     |
| Ile/I | AUU, AUC, AUA                | Val/V | GUU, GUC, GUA, GUG           |
| START | AUG                          | STOP  | UAA, UGA, UAG                |

## قراءات إضافية
- Griffiths, Anthony J. F.; Miller, Jeffrey H.; Suzuki, David T.; Lewontin, Richard C.; Gelbart, William M. (1999). An Introduction to genetic analysis (ط. 7th). San Francisco: W.H. Freeman. ISBN:0-7167-3771-X. مؤرشف من الأصل في 2020-02-23.{{استشهاد بكتاب}}:  صيانة الاستشهاد: أسماء متعددة: قائمة المؤلفين (link)
- Alberts, Bruce; Johnson, Alexander; Lewis, Julian; Raff, Martin; Roberts, Keith; Walter, Peter (2002). Molecular biology of the cell (ط. 4th). New York: Garland Science. ISBN:0-8153-3218-1. مؤرشف من الأصل في 2020-03-09.{{استشهاد بكتاب}}:  صيانة الاستشهاد: أسماء متعددة: قائمة المؤلفين (link)
- Lodish, Harvey F.; Berk, Arnold; Zipursky, S. Lawrence; Matsudaira, Paul; Baltimore, David; Darnell, James E. (2000). Molecular cell biology (ط. 4th). San Francisco: W.H. Freeman. ISBN:0-7167-3706-X. مؤرشف من الأصل في 2020-02-21.{{استشهاد بكتاب}}:  صيانة الاستشهاد: أسماء متعددة: قائمة المؤلفين (link)

## وصلات خارجية
- The Genetic Codes → Genetic Code Tables
- Online DNA → Amino Acid Converter
- Online DNA Sequence → Protein Sequence converter نسخة محفوظة 30 مايو 2013 على موقع واي باك مشين.
- Online DNA to protein translation (6 frames/17+ genetic codes)
- The Codon Usage Database → Codon frequency tables for many organisms
- Symmetries in the genetic code نسخة محفوظة 30 مارس 2010 على موقع واي باك مشين.